# Orbital Media
Pixelplay Interactive (de 1996 à 1998), puis Orbital Media (à partir de 2000), est un studio de développement de jeux vidéo canadien basé à Calgary dans l'Alberta. Le studio disparaît en 2014.

## Jeux développés
- 2004 : Racing Gears Advance (Game Boy Advance)
- 2005 : Juka and the Monophonic Menace (Game Boy Advance)
- 2006 : Scurge: Hive (Game Boy Advance, Nintendo DS)

## Blades of Passage(jeu annulé)
Blades of Passage est un jeu vidéo annulé pour le Nintendo 64DD, qui devait accompagner la sortie de l'accessoire en Amérique du Nord,,.

## Autres jeux annulés
- Treasure Hunt (Game Boy Advance)[6]
- Pirate Battle (Game Boy Advance, Nintendo DS)[7],[8]
- Racing Gears 2 (Game Boy Advance, Nintendo DS)[9]